# 中島哲也
中島哲也（日语：／ Nakashima Tetsuya，1959年9月2日—），日本電影及廣告導演。代表作有《下妻物語》、《令人討厭的松子的一生》、《告白》等。
2010年，以電影《告白》獲得第34回日本電影金像獎最佳導演獎。

## 生平
中島哲也出生於日本福岡。因早期執導廣告，執導電影時偏好以廣告方式的侷促與速度感甚至運共許多重點式的台詞或是類廣告性的發言形成具自我風格的電影拍攝系統，在日本形成新式電影風格。
中島為了尋找新的靈感，會到處走走，或者是到非常吵鬧，快要聽不到自己聲音的地方靜靜坐著，因為中島哲也認為坐在桌子前硬想是什麼都想不出來的。中島曾表示大友克洋的《阿基拉》對其影響很大，是日本最具帶代表性的動畫之一，為首部把日本動畫推向全世界的經典動畫作品，令全世界對日本動畫有更深層的認識。

## 風格
中島哲也到目前為止的作品，都使用了很多的電腦動畫。幾乎占了一半以上，因此有人提問怎麼不乾脆做動畫就好了？中島哲也說：「當初也有這種想法，要是拍成動畫就太好了，但是他們找到很棒的演員，如果沒有這樣好的演員可能真的就會變成動畫，但是既然有好演員當然就不需要這麼做。」
不管是廣告、音樂錄影帶或電影，中島哲也都很注重音樂，希望曲子能夠留在觀眾的腦海裡，使得影迷的潛意識都能自然而然浮出這些電影配樂。特別是《令人討厭的松子的一生》為了這部電影量身打造配樂，中島哲也花了近一年的時間聽遍日本流行歌曲，最後找來了日本當紅實力派唱將粉紅邦妮、嘻哈女王AI等歌手在電影中大展歌舞身手，而且電影中高達70首曲子幾乎都是為這部電影所編寫的。

## 作品

### 執導電影
| 年份 | 片名                 | 主要演員                                              | 出品公司     | 備註                                         | 獎項 | 原著       |
| 1982 |                      |                                                       |              | 大學自主電影                                 | 入選Pia Film Festival |            |
| 1988 | 豈有此理 第二話「」  | 安田成美 磯部弘                                       |              |                                              | |            |
| 1997 |                      |                                                       |              |                                              | |            |
| 1998 | Beautiful Sunday     |                                                       |              | 身兼監修                                     | |            |
| 2004 | 下妻物語             | 深田恭子 土屋安娜 筱原涼子 宮迫博之                   | 東寶株式會社 |                                              | - 第26屆橫濱電影節 - 最佳導演獎 - 最佳作品獎 - 日本電影旬報年度十大佳片 | 嶽本野薔薇 |
| 2006 | 令人討厭的松子的一生 | 中谷美紀 瑛太 伊勢谷友介 黒澤明日香 香川照之 柄本明   | 東寶株式會社 | 歌舞電影                                     | - 第30屆 日本電影金像獎 - 優秀導演獎 - 優秀劇本獎 - 2006年文化廳藝術選獎文部科学大臣獎 - 2006年金馬國際影展閉幕片                                                                                          | 山田宗樹   |
| 2008 | 幸福的魔法繪本       | 役所廣司 絢香·威爾森 妻夫木聰 土屋安娜                | 東寶株式會社 |                                              | - 第32回日本電影金像獎 - 優秀導演獎 | 後藤廣人   |
| 2010 | 告白                 | 松隆子 木村佳乃 岡田將生 西井幸人 橋本愛 藤原薰(演員) | 東寶株式會社 |                                              | - 第35屆報知電影獎 - 最優秀導演獎 - 第84屆日本電影旬報年度十大佳片 - 第二位 - 第53屆藍絲帶獎 - 最優秀作品獎 - 2011年Elan d'or獎 - 最優秀作品獎 - 第34回日本電影金像獎 - 最優秀作品、最優秀導演、最優秀劇本 | 湊佳苗     |
| 2014 | 渴望。               | 役所廣司 小松菜奈                                     | GAGA         |                                              | | 深町秋生   |
| 2018 | 來了                 | 妻夫木聰 黑木華 岡田准一 小松菜奈 松隆子              | 東寶株式會社 | 改編自『邪臨』(第22屆日本HORROR小說大賞首獎) | | 澤村伊智   |

### 廣告
- 精選醬菜「漬物百選」
- 康寶杯湯
- 三得利冷撰洋酒
- 三得利「モルツ球団」
- 富士軟片写ルンです
- J-PHONE全國化第2彈【家庭篇（石川真希、浦田賢一）】、【教室篇（香川照之、黑澤優）】
- 日本中央競馬會
- NTT東日本フレッツ「科學小飛俠」篇
- 札幌啤酒サッポロ生 黒ラベル 「温泉卓球」篇
- プロバイダーZERO
- 富士電視台「きっかけは、フジテレビ。」
- マンダム「GATSBY」
- 富士電視台 FNS27時間テレビ「武器はテレビ。」

### 電視劇
- 1993年《私家偵探濱麥克（日语：私立探偵 濱マイク）》第9話「ミスター・ニッポン 〜21世紀の男〜」：永瀨正敏主演
- 2001年《世界奇妙物語》秋之特別篇〈媽媽新發售〉：友坂理惠主演
- 2001年 SMAP×SMAP Smap Short Films 「ROLLING BOMBER SPECIAL」